# Mirotice (Píseki járás)
Mirotice település Csehországban, Píseki járásban. Mirotice Předotice, Sedlice, Boudy, Rakovice, Smetanova Lhota, Cerhonice, Myštice és Lom településekkel határos. Lakosainak száma 1246 fő (2024. január 1.).

## Népesség
A település lakosságának változását az alábbi diagram mutatja:
| Lakosok száma | 2944 | 2576 | 2238 | 1493 | 1264 | 1149 | 1203 | 1222 | 1203 | 1246 |
|               | 1869 | 1900 | 1921 | 1961 | 1980 | 2011 | 2016 | 2019 | 2021 | 2024 |